# Sven-André Dreyer

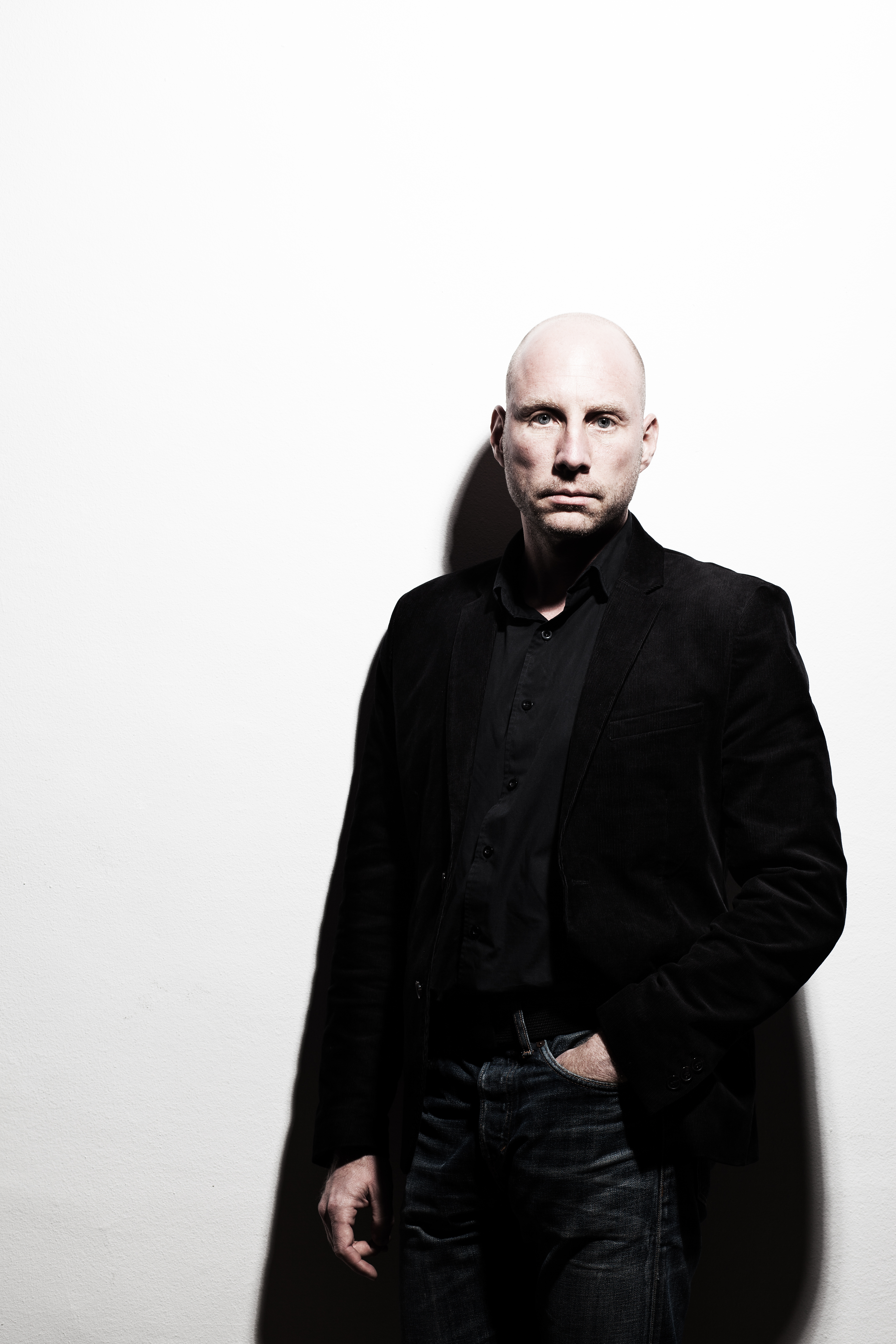
Autor Sven-André Dreyer, Düsseldorf 2013

Sven-André Dreyer (* 9. September 1973 in Düsseldorf) ist ein deutscher Schriftsteller, Journalist und Redakteur.

## Leben
Dreyer legte 1993 das Abitur am Comenius-Gymnasium Düsseldorf ab und studierte anschließend Germanistik an der Heinrich-Heine-Universität. Seit Anfang 2002 veröffentlicht er seine Texte in Anthologien und Literaturzeitschriften.

## Literarische Arbeiten
Dreyers erste Einzelveröffentlichung erschien 2007 unter dem Titel Sechzehn seltsame Stunden im Verlag Edition PaperONE, ebendort erschien im Jahr 2009 auch sein Kurzgeschichtenband Freizeichen mit einem Vorwort des Musikers Joachim Witt. Im Jahr 2012 wechselte Dreyer zum Verlag michason & may.
Dreyer organisierte von 2005 bis 2013 die monatliche Lesereihe „Lesen in der Klause“ in Düsseldorf und war von 2010 bis 2015 Ensemblemitglied der Lesereihe „Sonny Wenzel & Freunde“, ebenfalls in Düsseldorf. In den Jahren 2014 und 2015 initiierte und veranstaltete er die Lesereihe „Lies, Du Sau!“, ein Literaturtalk in Düsseldorf, der durch das Kulturamt der Stadt Düsseldorf unterstützt wurde. Im Januar 2015 gründete er gemeinsam u. a. mit der Kulturveranstalterin Christine Brinkmann und dem Düsseldorfer Journalisten Michael Wenzel die einjährige Veranstaltungsreihe „TTA – Text, Ton, Applaus“, die interdisziplinär die Künste Literatur, Musik und Schauspiel miteinander verband.
Von 2007 bis 2011 war er als Ensemblemitglied der Kölner Lesebühne „fett & kursiv“, unter anderem gemeinsam mit Gerlis Zillgens, Dagmar Schönleber, Katinka Buddenkotte und Bernd Gieseking, tätig. Seit 2020 veranstaltet er die Literaturreihe „Off church – Dialog“ in Düsseldorf.
Mit dem Düsseldorfer Designer und Illustrator Henk Wyniger veröffentlichte Dreyer im Juli 2024 im Droste Verlag den Düsseldorf Kalender 2025. Durch eine Symbiose aus Wynigers stilisierten Düsseldorf-Illustrationen, angelehnt an den Zeichenstil Ligne claire, und Dreyers literarischen Texten entstand ein grafisch-literarisches Werk, das populäre aber auch weniger bekannte, mitunter nicht mehr existente Orte der Stadt Düsseldorf künstlerisch deutet, darunter etwa den Gustaf-Gründgens-Platz, benannt nach dem in Düsseldorf geborenen Schauspieler und Regisseur, oder den Zoologischen Garten Düsseldorf, der bis zu seiner Zerstörung im Jahr 1943 den Zoo der Stadt beherbergte. Auf Basis des Kalenders bieten die Autoren seither in Kooperation mit der Düsseldorf Tourismus GmbH eine Stadtführung mit dem Titel „Anders zu Hause“ an, die an die Orte des grafisch-literarischen Kalenders führt und dort die Genese der Orte schildert.

## Journalistische Arbeiten
Neben der journalistischen Tätigkeit für Tageszeitungen, Wochen- und Monatsmagazinen erarbeitete Dreyer, ebenfalls gemeinsam mit Wenzel sowie dem Fotografen Thomas Stelzmann, das Sachbuch Keine Atempause. Musik aus Düsseldorf (2018). Darin schildern die Autoren die Entstehung der Musikgeschichte der Stadt Düsseldorf, ausgehend von den frühen Punk-musikalischen Äußerungen rund um die Künstlerkneipe und den Szenetreffpunkt Ratinger Hof in der Düsseldorfer Altstadt der frühen 1970er Jahre bis zu neuzeitlichen Entwicklungen der Musik- und Clubszene der Stadt.
Basierend auf dem Sachbuch Keine Atempause – Musik aus Düsseldorf initiierte und kuratierte er 2019 für die Düsseldorf Tourismus GmbH gemeinsam mit Michael Wenzel die Stadtführung „The Sound Of Düsseldorf“, die seither regelmäßig von den Autoren angeboten wird.
Für die virtuelle Online-Ausstellung „Music, Makers and Machines“ der Webanwendung Google Arts & Culture, die am 8. März 2021 weltweit veröffentlicht wurde, kuratierte Sven-André Dreyer im Auftrag von Düsseldorf Tourismus GmbH und gemeinsam mit Michael Wenzel in bislang sechs Kapiteln die Geschichte der elektronischen Musik aus Düsseldorf. Dabei porträtieren die beiden Journalisten auf der Kultur-Plattform erstmals die Orte der Stadt Düsseldorf, die als Soundlabore und Treffpunkte der Avantgarde die Musikwelt maßgeblich beeinflusst und verändert haben, etwa Creamcheese, Ratinger Hof und Salon des Amateurs. In deutsch- und englischsprachigen Multimedia-Storys machen die Kuratoren und Autoren in den Düsseldorfer Beiträgen berühmte Clubs, Studios und Musiker einem internationalen Publikum zugänglich. Mit der Geschichte von Bands wie Neu!, Kraftwerk, Deutsch Amerikanische Freundschaft, Propaganda, Kreidler und Mouse on Mars wird dabei die musikalische DNA der Stadt in die zentralen Stellen der Ausstellung eingefügt. Zu den Exponaten gehören unter anderem Zeichnungen des Düsseldorfer Künstlers Emil Schult, der durch seine Zusammenarbeit mit der Band Kraftwerk bekannt wurde, sowie bisher unveröffentlichte Fotos von Richard Gleim (ar/gee gleim), der als Fotograf zum Chronisten der Zeit des Punk im Ratinger Hof wurde.
Dreyer arbeitet als freier Journalist, Redakteur (u. a. Rheinische Post, Neue Rhein Zeitung, coolibri, jetzt!, Düsseldorfer Anzeiger am Wochenende und libelle) und Autor in Düsseldorf.

## Karitatives Engagement
Seit 2014 engagiert sich Sven-André Dreyer ehrenamtlich für das Düsseldorfer Bündnis gegen Depression. Unter der Schirmherrschaft des Düsseldorfer Oberbürgermeisters tritt das Bündnis gegen Depression mit dem Ziel an, die Öffentlichkeit über das Krankheitsbild aufzuklären und die Versorgung und Betreuung depressiver Menschen zu verbessern.
Im März 2021 wurde Dreyer durch den Rat der Stadt Düsseldorf für die Wahlperiode 2020–2025 in die Fachjury des Förderpreises Literatur der Stadt Düsseldorf berufen.

## Publikationen
- Düsseldorf Kalender 2025, Literaturkalender, Droste Verlag, Düsseldorf, 2024, ISBN 978-3-7700-2621-0.
- Keine Atempause. Musik aus Düsseldorf, Sachbuch, Droste Verlag, Düsseldorf, 2018, ISBN 978-3-7700-2067-6.
- kleiner vogel tod, Erzählungen, Verlag michason & may, Frankfurt a. M., Mai 2015, ISBN 978-3-86286-045-6.
- Sonst noch was?, Gedichte zu Zeichnungen von Margret Feltus, Verlag Peter Tedden, Düsseldorf, September 2014, ISBN 978-3-940985-41-5.
- Düsseldorf Walking, Erzählungen, Verlag michason & may, Frankfurt a. M., Juni 2014, ISBN 978-3-86286-041-8.
- Wo Du Bist, Erzählungen, Verlag michason & may, Frankfurt a. M., September 2013, ISBN 978-3-86286-031-9.
- Die Luft anhalten bis zum Meer, Erzählungen, Verlag michason & may, Frankfurt a. M., März 2012, ISBN 978-3-86286-015-9.
- Zeichnungen & Kurzprosa, Gedichte und Kurzprosa zu Zeichnungen von Margret Feltus, Verlag Peter Tedden, Düsseldorf, Juni 2011, ISBN 978-3-940985-24-8.
- regen im zelt, Gedichte, hochroth Verlag, Perleberg Berlin, Juni 2009, ISBN 978-3-9812619-4-3.
- Freizeichen, Lyrik und Kurzprosa, mit einem Vorwort von Joachim Witt, Edition PaperONE, Leipzig, März 2009, ISBN 978-3-941134-30-0.
- Langsamland, Lyrik und Kurzprosa, Edition PaperONE, Leipzig, Januar 2008, ISBN 978-3-939398-81-3.
- Aus bekannten Gründen, Lyric Poetry / Novels, Photographien, Onlinebuch, Digitalkunstrasen.net, Bochum, Dezember 2007.
- Sechzehn seltsame Stunden, Erzählungen und Gedichte, Edition PaperONE, Leipzig, März 2007, ISBN 978-3-939398-48-6.
- Sechzehn seltsame Stunden (Hörbuch), Sprecher: Johannes Gabriel, Hörbuch-Edition Junger Autoren im Vertrieb der Edition PaperONE, Leipzig, Juli 2008, ISBN 978-3-941134-06-5.